# Char Maijdia
Char Maijdia è una suddivisione dell'India, classificata come census town, di 5.003 abitanti, situata nel distretto di Nadia, nello stato federato del Bengala Occidentale. In base al numero di abitanti la città rientra nella classe V (da 5.000 a 9.999 persone).

## Geografia fisica
La città è situata a 23° 24' 30 N e 88° 23' 29 E.

## Società

### Evoluzione demografica
Al censimento del 2001 la popolazione di Char Maijdia assommava a 5.003 persone, delle quali 2.564 maschi e 2.439 femmine. I bambini di età inferiore o uguale ai sei anni assommavano a 494, dei quali 237 maschi e 257 femmine. Infine, coloro che erano in grado di saper almeno leggere e scrivere erano 3.572, dei quali 2.027 maschi e 1.545 femmine.